# るるちゃ。
るるちゃ。（1998年1月23日 - ）は、日本のAV女優。SUMMIT所属。

## 略歴
2018年8月、kawaii*専属女優の「有栖るる（ありす るる）」としてAVデビュー。所属事務所はARROWS。
2018年11月をもって専属を離れ、企画単体女優となる。
2020年2月22日の公式ツイッターで年内いっぱいでの引退を発表していたが、6月9日に突如当日をもって引退。
2021年5月、SUMMIT所属の「るるちゃ。」としてAV女優に復帰。
2024年8月5日週FANZA動画フロアランキングにて、同年4月発売の出演作『【神エロかわいい◆】GALベストッ！！本当にHな娘（ギャル）だけを選びヌいた永久保存版 vol.01』（ぎがdeれいん）が7位に急浮上。

## 人物
趣味はアイドルライブを見に行くことで、元THERE THERE THERESの小島ノエ推し。
憧れの女優は事務所の先輩でもあった橋本ありな。
初体験は高校1年の時に中学生の時に初めて付き合った彼と復縁し、その彼と自分の家で行った。
AV女優となったきっかけは、何度か見たAVに出演していた女優が可愛かったことで興味がわき、やりたいと思ったから。
2連の舌ピアス、へそピアスと容姿はギャルだが、AVライターのくろがね阿礼は「丁寧な言葉づかいでご奉仕精神があふれている」と、内面とのギャップを評している。

## 映像作品

### アダルトDVD

#### 有栖るる 名義
- 大型新人! kawaii*専属デビュー kawaii*史上最高の美少女 アイドル性NO.1 有栖るる（8月25日、kawaii*）
- 小さな細腰くびれボディがビクンビクン大痙攣! 初イキ初体験潮吹き絶頂スペシャル kawaii*史上最高の美少女 有栖るる（9月25日、kawaii*）
- 僕だけをこっそりパンチラ誘惑してくる小悪魔美少女（10月25日、kawaii*）
- 有栖るる おしっこ解禁 恥じらいと快感が押し寄せるびちゃびちゃ初おもらし絶頂FUCK（11月25日、kawaii*）

- 「見ないで…おしっこ漏れちゃう…」 変態塾講師に利尿剤&媚薬を盛られ和式便所で大量失禁快感に耐え切れず連続絶頂する足腰ガクブル制服女子（1月4日、DOC）
- 利尿剤を飲まされているとは知らず拘束された制服少女を助けようとしたら失禁しまくるので我慢できず…（1月24日、ナチュラルハイ）
- ちょっぴり過激な性教育!? 女子○生逆さイラマ体験!! 喉奥で感じ、えずき汁で顔を汚される快感に思わず発情!?子宮と喉奥でデカチンをくわえ込む!!（1月25日、DOC）※「こなつ」名義
- 顔出し解禁!! マジックミラー便 未成年素人総勢30人! 10代のうぶなキツキツオマ○コに初めてのデカチン挿入で激イキ絶頂!! in渋谷・原宿・池袋・秋葉原・新宿・上野 SEX20人の超拡大スペシャル!2枚組10時間!!（2月1日、DEEP'S）※「えりな」名義
- 素人女子大生限定! パンティ素股でカチカチち●ぽがアソコに擦れて赤面発情! クロッチは恥ずかし汁まみれ!そのまま生で擦り合わせて、ヌルヌルワレメに結局つるんっと入って生中出し!! AVOPEN2018編（2月1日、赤面女子）※AV OPEN 2018 素人部門3位
- 想像できない誰にも見せられない 有名私立女子●生の本性丸出しナマ交尾 05（2月8日、宇宙企画）
- ゲレンデで見つけたスノボ女子大生を童貞のフリした絶倫男が激ピストン!! イってもイッテてもガン無視ガン突き!絶頂マ○コはキューッと締まってエビ反り連続中出し!!（2月15日、DOC）※「りり」名義
- 姪っ子わいせつ種付け記録（2月22日、I.B.WORKS）※「るる」名義
- 一般男女モニタリングAV しごいてしゃぶってヌキまくり!! 素人女子大生が無数に生えた壁ち○ぽの即ヌキに挑戦! 3 フル勃起ち○ぽに囲まれ恥じらいながらもオマ○コが濡れてしまった女子大生はザーメンまみれでノンストップ射精SEX! 総発射49発!（3月7日、DEEP'S）
- 卒業式直後にAV出演! 初めてのおもちゃプレイに大興奮!勃起チ●コ見せつけ発情! 赤面恥じらいが止まらない制服美少女のぐちょ濡れオマ●コに素股プレイ中ヌルっと生挿入! 胸キュン青春SEX頂いちゃいました!SPECIAL（3月8日、S級素人）
- 男に弄ばれたいと願う従順女子●生 〜とびきり可愛い美少女に生中出し（3月8日、宇宙企画）
- 互いを異性として意識していない大学生の友達同士は、二人きりの発情状況下で禁断の関係になってしまうのか? ガチンコサークル仲間で内緒の素股体験編（3月8日、赤面女子）
- セックスとは無縁と思えるほど可憐な制服美少女の淫乱ハメ撮り 「首を絞めながら激しく犯して!」 幾度も痙攣し全身紅潮で絶頂する敏感小柄娘（3月13日、オーロラプロジェクト・アネックス）
- マジックミラー号ハードボイルド 通販のマッサージ器具をモニタリングしてもらえませんか?と声をかけられたアラ20の娘さんの子宮を初体験の神振動で刺激! 黄体ホルモンが活性化されて発情→ナマ中出ししちゃうなんて!（3月21日、サディスティックヴィレッジ）
- はじめての一人旅。 親戚の伯父さんと冬休みの思い出（3月22日、I.B.WORKS）
- 犯されたがるマフラー女子●生と性行為 Vol.001（3月22日、BAZOOKA）
- 帰省してきた姪っ子のピン立ち乳首（3月25日、オーロラプロジェクト・アネックス）
- 即ハメ♡こねくりフェラしてくれる俺の推しアイドルとエッチできた件について! Vol.006（4月5日、ONEZ）
- 一般男女モニタリングAV 女子○生限定高額アルバイト企画! 学校帰りに声をかけた有名進学校に通う素人女子○生をインタビュー中にノンストップザーメンぶっかけ! 2 合計52発 溜まりにたまった濃厚精子を大量に浴びせられて制服・髪・顔まで精子でべっとり! うぶなJ○オマ○コに大人のデカち○ぽをねじ込みザーメンまみれSEX!!（4月7日、DEEP'S）
- 街角シロウトナンパ 47 ♯パパ活女子の実態。（4月12日、プレステージ）
- 新人限定制服お散歩デートクラブ Vol.002（4月12日、宇宙企画）
- 眼鏡腐女子●生の変態妄想性行為となまなかだし VOL.001（4月12日、BAZOOKA）
- マジックミラー号 素人女子大生限定 100の質問中に突然デカチンを即ハメ! 恥じらいつつも連続ピストンでオマ○コぐちょ濡れ大絶頂! おまけに大洪水! 10人10本番!（4月25日、SODクリエイト）
- こんな場所で?! 抱きしめイラマで射精したチ○ポを笑顔で喉奥お掃除する女子○生（4月25日、ナチュラルハイ）
- 終わりなき輪姦凌辱 蟻地獄に墜ちた天使たち 「私達、全部汚されちゃった…もう普通の子には戻れないよね…」（4月25日、オーロラプロジェクト・アネックス）
- ママに内緒でパパを寝取る娘の家庭内NTR 近親相姦記録映像（4月26日、TMA）
- 帰宅中の○学生を狙った公衆トイレこじ開けレイプ（4月26日、I.B.WORKS）
- 学校教頭によるわいせつ盗撮投稿映像（4月26日、I.B.WORKS）
- 少女の善意を踏みにじる胸クソ悪い中出し募金（4月26日、宇宙企画）
- 「午前10時 学校どうしたの…」 ちっぱいミニま○こ少女るるちゃんを紹介します（4月27日、ビッグモーカル）※「るる」名義
- まーくん大好き!幼なじみじゃイヤなの! 幼なじみが僕に仕掛けるこっそりパンチラ&夢にまで見た告白。そしてついに一線を越えて、ラブラブベタ甘スクールエッチ!（5月9日、SWITCH）
- 母娘輪姦強制懐妊 どうすることも出来ない‥‥ 愛する妻と娘に注がれ続ける獣達の絶望子種汁（5月13日、オーロラプロジェクト・アネックス）
- 消し忘れたハメ撮り動画 8（5月17日、プレステージ）
- 小悪魔妹の乳首イジリと淫語責めで乳首ピン勃ち! ガチガチに勃起したチ○コを無限寸止め焦らしSEX（5月17日、DOC）
- イマドキ☆ぐうかわギャル女子●生 Vol.007（5月17日、BAZOOKA）
- パパママ頑張れ! ぬるぬるローションで仲良し家族対抗ハメハメ合戦!! 2（5月23日、SODクリエイト）
- 思春期姪っ子姉妹性交（5月24日、TMA）
- かわいすぎるから… ぜんぶきみのせいなんだ 5（5月27日、FIRST STAR）※「るる」名義
- あの頃、制服美少女と。（5月31日、ドリームチケット）
- ベロチューを超える唾液まみれの舌交尾 素人ベロンベロンDK選手権 究極ラバーズ! 恋人同士が30分間ずーっと濃厚ディープキスで射精でいたら賞金100万円!!（6月6日、ROCKET）
- お従兄ちゃんは女子○生のスカートの中が好きだよね? 田舎の従妹たちが、一生懸命誘ってくる姿が堪らなくカワイイ。（6月6日、SWITCH）
- ボクだけのご奉仕メイド（6月7日、クリスタル映像）
- 彼女と勘違いして彼女の妹に即ズボ!?イった後に気づき僕が必死に謝るも、発情した妹は自ら腰を振って何度もイキまくり!! 2（6月7日、DOC）
- スーパーで働く美女たちが万引きで捕まった少年をバックヤードで拘束!性欲の堪った美女たちがウブ少年に性的制裁!よってたかって少年チ●ポを弄んで犯しまくる!（6月7日、アパッチ）
- 凍結された裏アカウントのハメ撮り動画入手!（6月10日、ブリット）
- 黒髪優等生女子とおじさん 恥じらいSEX 4時間（6月14日、宇宙企画）
- 最強属性 33（6月28日、最強属性）
- いつでもどこでも時間停止して中出しできる学園IV（7月1日、ムーディーズ）
- 美脚キャビンアテンダントだけを狙う 大手航空会社専門 追撃ピストンマッサージ（7月1日、変態紳士倶楽部）
- 同じマンションの制服女子を連れ去り固定バイブの電池が切れるまでイっても止めない身動き不可能の拘束放置アクメで完堕ちさせた件。（7月1日、変態紳士倶楽部）
- 再婚相手の連れ子が無防備な女子校生で股間暴走生中出し! 4（7月10日、ブリット）※「アリス」名義
- 就職活動女子大生生中出し面接 Vol.005（7月12日、S級素人）
- 若者の近親相姦ばなれ（7月13日、バルタン）
- 無防備パンチラ!はわざと? 2 ボクのバイト先のコンビニの女子○生は、制服姿のままバイトしていてスカートが短く高い所のモノを取ったり、低い所のモノを取ったりする度に無防備にパンチラしまくるもんだから興奮して勃起しまくり!思わずガン見していたら勃起がモロバレ!ヤバイと思い慌てて言い訳したら、気にしてないどころか逆に誘惑してきて、パンツの中はすでにビショ濡れ爆濡れ状態で太ももまで愛液が垂れていて発情状態!?店内に人がいようがお構いなしに求めてきます。（7月19日、Hunter）
- 再婚相手の連れ子を犯す父の近親相姦映像（7月26日、I.B.WORKS）
- ナンパTV × PRESTIGE PREMIUM 19（7月26日、プレステージ）
- まーくん大好き!ついに恋人になったよ!編 幼なじみから、彼氏彼女の関係になったけど、今度はパパや部活の先輩が私たちのイチャイチャを邪魔する!だけど、逆に2人の愛は燃え盛る!（8月1日、SWITCH）
- 可愛すぎる美少女在籍! にゃんにゃん猫カフェでエッチしよ♪（8月2日、ONEZ）
- 角で感ずる女たち（8月2日、OFFICE K'S）
- 『私もう子供じゃないよ…胸は小さいけど乳首はすごく感じるんだから…』 成長が止まっておっぱいがいっこうに大きくならない幼馴染、クラスメイト女子、義理の妹、義理の　、…の乳首が胸元から丸見え!見ない様にしてもどうしても見てしまう!!ガン見していたら『今、見てたでしょう?』って言うから慌てて『お前みたいなちっちゃい胸に興味ない』と強く否定したら怒るどころか少々しゅんとした感じで『胸は小さいけど乳首はすごく敏感ですごい感じるんだよ。子供じゃないよ私…』と言ってボクの手を取って胸を触らせてきた!!と思ったら乳首に触ったとたん激しく感じまくり!!調子に乗って乳首をこねくり回したら激しく感じまくってエビ反り痙攣連続爆イキ!!更に調子に乗って何度も何度も中に出しちゃいました!!（8月7日、Hunter）
- いじめられっ子のボクの復讐寝取り! 人生最高の逆襲! ボクを毎日毎日いじめてくる男にいじめの証拠動画を突きつけ「学校やSNSで拡散したら君の人生終わるよ!?拡散されたくなかったら君の彼女を連れて来て睡眠薬を飲ませてよ、そして君には彼女が目を覚ますまで黙って見ててもらうよ」と脅したら、簡単にボクの言う事を聞いてくれました!あの悔しそうなアイツの顔を一生忘れない!(笑)（8月7日、お夜食カンパニー）
- 完全主観 貴方だけを見つめて尿道責め（8月7日、犬/妄想族）
- 毎日がいたずら日和 ごっくん 顔射 放尿 処女喪失 中出し おじさんが全部教えました。少女を騙して、少女宅に侵入して、少女にいたずらし続けた30日姦(かん)（8月8日、SODクリエイト）
- 深夜、初々しい女子社員が上司のチ○ポを喉の奥までしゃぶらされ嗚咽しながら研修と称した性奉仕をさせられていた。それを覗き見てしまい、「大丈夫ですか」と女子社員に声をかけたら…何を勘違いしたのか「誰にも言わないでください、今夜はあなたに性奉仕しますから許してください」と思わぬ展開!!思わずソソられ、そのまま乗っかってやりました!!（8月8日、SOSORU×GARCN）
- 日曜日の朝 寝起きの彼女が可愛くて起きぬけに一発（8月9日、ヒメゴト）
- リアル素人ガチナンパ! 清楚ビッチ女子大生の神イキSEX。 ガチ生中ぶっ放し伝説（8月9日、赤面女子）※「まい」名義
- センズリのお手伝いして下さい! 可愛い女の子に握らせて射精するまでシコらせch 7（8月10日、ブリット）
- SOD女子社員SP版 SOD酒場グループプレゼンツ!! 人生は波乱万丈だ!ゲーム Hなマスがいっぱい過ぎて“恥ずかしい”が止まらない! 日頃お世話になっているユーザー様を招待した大感謝祭!（8月22日、SODクリエイト）
- 桃色かぞく VOL.7 夏休み、処女を従妹に捧げました。（8月22日、SODクリエイト）
- 痴漢師に満員電車の中で下着姿にされ見られる羞恥で抵抗できない敏感女（8月22日、ナチュラルハイ）
- 銀河級美少女在籍 全身ずっとベロベロ舐めまくり制服リフレ Vol.001（8月23日、宇宙企画）
- むっつりスケベなメガネっ娘 真面目な少女が眼鏡を外すとき…（8月24日、JUMP）※「るる」名義
- マンスジ前貼りオシッコ（9月12日、RADIX）
- 髪射（9月12日、RADIX）
- ポニテ女子○生のうなじとパンチラ 髪を結ぶ姿に萌え萌えで見てたら、脇を見られるのは恥ずかしがる女子○生にキュンキュン。でもパンツを見られるのは恥ずかしくないらしく、わざとパンツを見せてきた!（9月12日、SWITCH）
- 生中出しアイドル枕営業 Vol.003（9月13日、BAZOOKA）
- 想像以上に大人になった幼馴染のエロ過ぎる体でフル勃起! 2 お互いの両親が旅行に行くので、年下の幼馴染が我が家にお泊りにやって来て2人きりでお留守番することに。妹のように接してきた年下の幼馴染が可愛くて超ド緊張!しかし幼馴染はボクが緊張しているとは知らずに無邪気に「昔みたいにお風呂に一緒に入りたい!」と言うのです。さすがにそれはちょっと…と思い返事に困っていたら、無理やり手を引っ張られ風呂場に連れて行かれ幼馴染は無警戒に服を抜き出すから裸も見てしまい大興奮…。当然、お風呂は狭いので目のやり場に困るわ色々な所が当たりまくるわで当然フル勃起!!なんとか風呂場では勃起がバレないよう必死で隠し通せたが、風呂上がりのバスタオル姿でウロウロする幼馴染にもう我慢の限界!!再びフル勃起状態!!何とか抑えていた気持ちが爆発してしまい気づいた時には幼馴染を襲ってしまった!まずい!と思ったら幼馴染も興奮していたみたいで何度も何度もボクを求めてきて最後はカニばさみロックで中出しを求めてきた!（9月19日、Hunter）
- 「もうイッてるから…」 童貞の僕をからかい挑発パンチラしてくるJ○妹をガムシャラピストンでイカせまくり! VOL.2（9月20日、DOC）
- 有栖るる SPECIAL BEST 4時間（9月27日、TMA）※ベスト盤
- 鍵っ子○学生尾行押込みレイプ（9月27日、I.B.WORKS）
- シロウト女子個人撮影ハメ撮り日記(双方の合意の上でハメてます) エチエチで素直な上級国民様るるちゃんCかっぷ（9月28日、シャーク）※「るる」名義
- W奴隷（10月3日、グローリークエスト）
- 「中に出されて妊娠したくなきゃ友達をここに呼び出してよ!」 鍵っ子連続中出し輪姦（10月7日、アパッチ）※「B」名義
- 透け透けスク水 ロリっ娘ハメ撮り（10月7日、パコパコ団とゆかいな仲間たち/妄想族）
- DANDY×ひよこ 夏だ! キャンプだ! ひよこビッチだ! 〜キャンプ場で出会ったうぶなマセガキにおもちゃにされたひと夏の思い出〜（10月10日、ひよこ）
- #制服を着たセフレ娘 30代塾講師投稿! 教え子と一泊二日ハメ撮り旅行 ぐうシコ映像 お育ちが良い黒髪清楚で低身長 西麻布在住 るりちゃん(仮名)（10月11日、S級素人）※「るり」名義
- 銀河級美少女在籍! 社長秘書イメクラPREMIUM Vol.001（10月11日、宇宙企画）
- 壁押しつけ駅弁プレス 膣奥を突かれホールド絶頂しながら中出しを求める姪っ子（10月24日、ナチュラルハイ）
- 美少女達が貴方だけに語りかけながら、ヌルヌルおま●こドアップでぬちゅぬちゅ指オナ とろとろ愛液泡立ちまくりの連続絶頂自撮りオナニー（10月25日、BAZOOKA）
- 駄菓子屋おじさんとかくれんぼ（10月25日、I.B.WORKS）
- 男をいびるのが大好きなワガママS痴女たちといいなりM男の王様ゲーム（11月7日、犬/妄想族）
- 完全主観 妹系メイド出張デリヘル パイパン中出しオプション付き（11月8日、BAZOOKA）
- 女子●生『絶対領域』 イタズラ身体測定（11月19日、アパッチ）
- 全国学校映像コンテストグランプリ作品 「私たちは、クラスメイトのAVを撮影しました」 AV Debut?（11月21日、SODクリエイト）
- 放課後円光 生ハメ中出し女子●生（11月25日、ホームルーム/妄想族）
- お嬢様学校 お仕置き倶楽部レズビアン（12月7日、ビビアン）
- 駅弁中出しJ○痴漢 3（12月12日、ナチュラルハイ）
- 可愛い顔して中身はケダモノ…SEX好きな女子たちの ほろ酔い×おじさんとハメ狂い×お漏らし快楽（12月25日、セレブの友）
- モンスター隣人の中年男に狙われたピアニスト姉妹（12月26日、SODクリエイト）
- 西野翔 ラストレズ（12月26日、SODクリエイト）

- SOD女子社員 真面目に働く色白ボディのピチピチおま○こ集合! 抜き打ち高感度調査 絶頂編 〜8名全員のアヘ顔SEX収録スペシャル〜（1月23日、SODクリエイト）※「有沢唯」名義
- 生意気な娘に抵抗され睨まれ罵倒されながら無理やり近親相姦する義父（1月24日、TMA）
- 制服女子●生連れ去り野外レイプ映像（1月24日、I.B.WORKS）
- 乳首絶頂3Pレズビアン（1月25日、セレブの友）
- 制服少女とオジサン（2月13日、無垢）
- 制服美少女のエッチな課外活動（2月13日、S-Cute）
- ノーパンノーブラの無防備な格好でゴミ出ししている人妻が童貞の僕の視線に気づいたのかわざと胸&マ●コをチラつかせてくる!チラつかせてくるだけでなくまさかの「興奮した…?もっと見たい…?」と誘惑してきて… 2（2月14日、SCOOP）
- おじさんのこと大好きだぉ ロ●ロ●美少女&裏バイト美少女 リアルJ●のリアルな性活 2名 10発射（2月19日、ぽかぽか/妄想族）
- 少女たちのイケないお遊戯 「こんなにオチ○チン大きくなってるよ 5」（2月22日、JUMP）
- 美尻お漏らし顔面騎乗（3月1日、OFFICE K'S）
- 全裸聖水飲ませ（3月7日、犬/妄想族）
- 男湯で出会った痴女っこ 2 突然のベロちゅうと抱っこSEXで迫られ我慢できず何度も膣射（3月12日、ナチュラルハイ）
- 一般男女モニタリングAV 大学生限定 姉弟の絆を試すドキドキお泊りミッションここに開催! 女子大生の姉はバイ○グラ100mgを飲んだ弟と一晩同じ部屋で過ごしたら近親相姦してしまうのか!? 3 軽はずみに飲んでしまったバイ○グラで弟のチ○ポはバッキバキに勃ちっぱなし! 理性がブッ飛んだ弟に迫られた姉はオマ○コを濡らし我慢できずに生ハメセックス! 禁断の姉弟中出しは1発限りでは収まらない!（3月19日、DEEP'S）※「あい」名義
- 「こんなおじさんたちとなんて…無理です」 小さすぎる思春期ボディを巨体メタボ中年男たちが体液ドロドロ犯すエンドレス5P大輪姦 【全員濃厚Dキス&連続イラマえずき汁噴射&発射ザーメン全マ○コ注入】 敏感すぎ全身性感で連続イキ絶叫ケイレンが止まらない本物ドMスケベ覚醒ドキュメント（3月27日、同人AV倶楽部）
- 【完全初撮り作品】 ネットで出会えた奇跡!4人のJ○たちの真正オフパコ白書（4月10日、S級素人）
- うちのいもうと（4月16日、グローリークエスト）
- 乳首いじりが日常生活に溶け込んだ世界で、いじられていることには気付かないまま乳首を固く勃起させ、乳首イキすらしてしまう日常的敏感乳首生活（5月1日、OFFICE K'S）
- 童貞産婦人科医 小心者のボクが勇気を出して初めてのセクハラ診察（5月1日、OFFICE K'S）
- 逆時間停止学園 〜時間を止められ身動き出来ない僕を好き勝手に弄ぶ痴女たち〜（5月7日、犬/妄想族）
- 素人娘の全裸図鑑 12 今時の女の子13名が恥らいながら脱衣していく様子をじっくり撮影した、変態紳士のためのヘアヌードコレクション（5月19日、かぐや姫Pt/妄想族）
- 挑発! ナマイキ娘のパンチラ足コキ 2（5月21日、グローリークエスト）
- 一般男女モニタリングAV またがり腰振りヌキまくり! 女子大生アスリートがズラ〜ッと横に並んだチ○ポ10本を汗だく生ハメ騎乗位で連続即ヌキに大挑戦! フル勃起チ○ポを騎乗位で次から次へと射精させザーメンで溢れるほどに満たされたオマ○コは絶頂が止まらない!! 4人合計中出し40発!（6月7日、DEEP'S）※「あけみ」名義
- 本物全裸素人 局部パーツ接写 全裸ストレッチ編（6月12日、S級素人）
- 入学準備で学校指定販売店にやってきた胸の膨らみはじめの無知な女の子に盗撮イタズラ（6月25日、AKNR）
- 純真 新スーパースター有栖るる Complete Memorial BEST 8時間（6月26日、宇宙企画）※ベスト盤
- 黒パンストの下半身が卑猥にクネるオナニー快楽 2（7月1日、セレブの友）
- どこでもフェラさせられちゃう素人娘たち 5 13人（7月7日、かぐや姫Pt/妄想族）
- どこでもおしっこ! 素人娘の大放尿40人 スロー再生でじっくり鑑賞できるマニア向け映像 3（7月19日、かぐや姫Pt/妄想族）
- セクハラママさんバレー! ハイレグブルマ姿の人妻9人が挑む過酷なエロトレーニング（7月19日、エマニエル）
- 進学塾 SEX中毒にしたったww（8月13日、あっぷるぱい）※「るる」名義
- ゾウさんパンツでフェラ11人 ブリーフの先っちょからチ●ポを引っ張り出して喉奥でグポグポする気持ちいいフェラチオ 2（9月19日、かぐや姫Pt/妄想族）

- 圧倒的美少女の小柄ボディをぶち壊すほどの激しいエッチで生ハメ貫通した記録!（9月12日、FIRST STAR）

#### るるちゃ。 名義
- ピンク髪美女今時エモGAL 偽企画のお宅訪問! H好きな本性ぽろり溜まった性欲が爆発! 股を開いてオナるわ3P許すわの怒涛の大乱淫w（8月19日、FOCUS/妄想族）
- 鉄板降臨るるちゃ。愛汁が溢れる激ピスグチョ責めびちゃびちゃ潮吹きトランス状態意識朦朧! 集団連続ぶっかけ（9月21日、TEPPAN）
- 日焼け姪っ子胸チラ（9月24日、I.B.WORKS）
- 街録リアル歌○伎町 金なし、家出娘。 社会に反抗する金髪J● 自宅に連れ込み生オナホ化5発（10月5日、ナンパJAPAN）※「こはる」名義
- もしも…終電逃した男女の友達が「混浴温泉で洗いっこ」体験したらどうなるの…!? 友人・仕事・先輩後輩関係の男女2人がほろ酔いで心も体も裸になり混浴温泉で互いの身体を洗い合い男女同時発情… 果たして一線を越えてSEXしてしまうのか!?（10月8日、赤面女子）※「大須賀」名義
- ギャル数珠繋ぎ 小柄美少女ギャルっ子 るるちゃ。（10月12日、バルタン）
- 生意気なメスガキ姪っ子を大人チ○ポで黙らせる!! るるちゃ。松本いちか 永瀬ゆい（10月22日、TMA）
- パンスト愛好者が撮影したこだわりの美脚パンティストッキングオナニー（11月1日、OFFICE K'S）※オムニバス作品、他6名出演
- いちゃはこっ! 永遠の美少女 るるちゃ。& 超絶正統派美人 水川スミレ（11月5日、SASUKE）
- 校内淫スクグラム 校舎内限定の動画共有SNS『In school gram』（インスク）が生徒たちの間で大流行! 少しエッチで面白い写真が…（11月23日、Hunter）※ノンクレジット作品、他5名共演
- 唇が触れ合いそうな距離で見つめられエッチな言葉でささやかれ手コキ 2（12月7日、アロマ企画）※オムニバス作品
- 可愛い洋服だから脱ぎません 着衣のままパンティずらしてチ○ポを挿入! 癒しの森ガール編（12月14日、アロマ企画）※オムニバス作品、他3名出演
- アパートの階段に溜まっているヤンキー女子たちがカワイくてエロ過ぎる格好をしているので思わずガン見したら…引っ越した先のアパートは治安が悪くて（12月24日、Hunter）
- オナニー指示しながら見せる全身女体図鑑 第一号（12月28日、アロマ企画）※オムニバス作品、他4名出演

- センズリ応援団! オナニー指揮するエッチなオナサポチアリーダー（1月4日、アロマ企画）※オムニバス作品、他5名出演
- ぴえん系歌舞伎町トー横痴女GAL サイレント弄り乳首責め（1月7日、ONE MORE）
- ど田舎に引っ越してきたギャルがやる事なさ過ぎてドM男を見下し口撃フェラ（1月18日、MOODYZ）[11]
- 至近距離でパンチラ拝みながらチ○ポしごかれてフル勃起! しかもパンティお触りOKで暴発必至!!（1月18日、アロマ企画）※オムニバス作品、他4名出演
- 制服J○中出し個撮 3 ギャル×美脚×お嬢様 全員パイパン3発射（1月25日、クリスタル映像）※オムニバス作品、他2名出演
- フェラ友ごっくんJ系デート（2月1日、山と空/妄想族）
- 肌が触れるくらい近くでキミのズリネタになってあげるけどタッチはNGだよ!（2月1日、アロマ企画）※オムニバス作品、他5名出演
- 「勃起乳首」と「感じる顏」をじっくりと魅せる乳首だけでイッちゃう7人の女たち（2月1日、OFFICE K’S）※オムニバス作品、他6名出演
- 「先生の乳首、ドMにしてあげる」普段真面目な風紀委員の本性は、超イケイケの裏ビッチ! 制服美少女ハーレム乳射調教! 松本いちか 百瀬あすか るるちゃ。（2月8日、犬/妄想族）
- 集団OL美脚責め 働く女の匂い立つ蒸れ足で責められ続けた僕。（2月8日、犬/妄想族）※オムニバス作品、他10名出演
- なまハメT★kTok Vol.07（2月11日、プレステージ）※オムニバス作品、他3名出演
- 追跡中出し痴漢 3 ～ギャルグループを1日中尾行して全員犯す～（3月10日、ナチュラルハイ）
- SEXの逸材。ドスケベ素人の衝撃的試し撮り 性癖をこじらせてプレステージに自らやって来た本物素人さん達の顛末。 VOL.82（3月11日、プレステージ）※オムニバス作品、他3名出演
- 股間に食い込む縄に悶えて… 変態コスプレイヤー 緊縛 羞恥 マゾ願望。 るるちゃ。（4月5日、無垢）
- 全裸聖水飲ませ ～色んなシチュエーション女子のお小水編～（4月12日、犬/妄想族）※オムニバス作品
- のあっち＆るるちゃWエ口リGALがマッチングアプリで待ち合わせたオトコたちにずっとず～っと激ヌキ歓喜のドチャヌキ大量射精! 栄川乃亜 るるちゃ。（4月21日、SODクリエイト）
- プレステージ20周年特別企画 ヤリ卍サークル 泥酔パコパコ乱交パーティ 性欲と時間を持て余したゆとり大学生達の性春白書 愛瀬るか  三尾めぐ るるちゃ。（4月22日、プレステージ）
- 舌ピに金髪ボブのヤンチャな女子校生「るるちゃ。」「クリをいっぱい舐めて下さい…よろしくお願いします（；＾ω＾）」（4月27日、First Star）
- テンション高めなサブカル系ギャルコンビの泥酔ヤリコンパーティー 乙アリス るるちゃ。（5月10日、Million）
- 【脳イキしてみる?】小悪魔淫語で脳と金玉がトロける最高のオナサポASMR（5月26日、Materiall）
- 未熟な彼女とセックス 生ハメ中出し3Pでお股が壊れちゃう今どきギャル るる (24歳)（6月12日、MERCURY）
- マジックミラー凌辱 壁の外だから安心安全。少女に遠隔鬼畜いたずらワンダーランド るるちゃ。（6月21日、ドグマ）
- 家出してきた姪。オジサン、私にお仕置きをしてください……。 るるちゃ。（6月28日、ILLEGAL/妄想族）
- M男だ～い好き!ノリノリでマゾ男をイジメるW小悪魔女子○生 るるちゃ。 深月めい（8月9日、犬/妄想族）
- 素人トーキョー No.10 円光女子校生に生ハメ中出し!（11月22日、素人トーキョーH.S./妄想族）
- 借金まみれの情けないオレのせいで大切な妻と娘二人が絶倫極道オヤジの性処理肉便器にされていたなんて… 星あめり 宇野栞菜 るるちゃ。（12月8日、SODクリエイト）
- もうすぐパパ活が禁止される?ようなので最後に全て晒します! 超美形パイパン娘の2人（12月27日、思春期.com）

- 海の家中出し痴漢2023 ♯2（1月5日、素人39）
- 「あの子も店には内緒で裏オプやってるよ」ドエロいGALエステ嬢に寛容セラピストを紹介してもらい成功率100％数珠つなぎSEX!!（1月12日、DANDY）
- 【シコり過ぎ注意】 個撮・ドスケベ娘・肉尻・ギャル・中出し・ハメ撮り（1月17日、チキチキカマー/妄想族）
- 美女聖水飲ませ ～完全主観Ver～（1月24日、犬/妄想族）
- 湘南の海で出会った水着ギャルがデカチン男性とマッチング! 密着素股オイルマッサージに挑戦!? クリトリスと生チ○ポが擦れ合い快楽のあまり密着即ズボ! 連続生中出し!! 2（1月27日、赤面女子）
- 濡れてテカってピッタリ密着 神スク水 可愛い女子のスクール水着姿をじっとりと堪能! 着替え盗撮から始まり貧乳から巨乳にパイパン、ハミ毛、ジョリワキ等のフェチ接写やローションソーププレイやスク水ぶっかけ等を完全着衣で楽しむAV るるちゃ。（2月9日、親父の個撮）
- オシャレにもセックスにも敏感なキラキラ女子○生の危険すぎる裏バイト 5（2月14日、宇宙企画）
- 【真性ドマゾ淫乱ピンク in 赤羽】乱暴エッチが大好き♪ お酒でベロベロ即絶頂ドMギャルと尻叩き首絞め何でもありのアブノーマルな夜の宴へ… 変態ガールズバーキャストによるアフターぶっ飛び… 【ダーツナンパin Tokyo♯るるちゃ。♯22歳♯完堕ちドMガールズバー店員♯3投目】（2月23日、素人CLOVER）
- 拘束野外レ○プ!! るる（2月28日、グローリークエスト）
- おち○ぽ洗い屋 サウナレディのお仕事（2月28日、S級素人）
- いつでもおま×こ使い放題! ゲームしながら自由にハメさせてくれるドスケベ引きこもりゲーマー妹 るるちゃ。（3月21日、無垢）
- W美少女集団輪姦倶楽部 るる いちか（3月24日、I.B.WORKS）
- 睡眠営業研修 3 ～営業部女性社員4名・昏○中出し姦記録～（5月4日、素人39）
- 彼氏がいるけど仲良しな友達同士の男女が密着オイルエステぬるぬる素股体験!? 彼有り女友達とドキドキのオイルマッサージ… 高まる異性への意識＆性欲ww おま●ことち●ぽをグチュグチュ擦り合わせる友達男女は理性を保てず欲望のままにヌルっと挿入してしまうのか!?（5月12日、赤面女子）
- ミリ女神【コスプレJ系】即ハメSEXサバイバル!! 01（5月23日、ワンすこ/妄想族）
- SEXが気持ちいいと業界で評判のギャル女優とのガチンコハメドリ! るるちゃ。・深月めい・新村あかり（6月6日、MAX-A）
- 貧乳小柄ギャル生ハメ2SEX 制服とメイドコスプレで敏感なワレメが大洪水イチャラブセックス るるちゃ。（6月12日、First Star）
- 素人ヘアヌード大図鑑～パイパン美女編（6月27日、S級素人）
- ぎゃる★ぱら 04（7月11日、BAZOOKA）
- ミリ女神【コスプレJ系】即ハメSEXサバイバル!! 02（7月25日、ワンすこ/妄想族）
- 【素人個撮】どこでもフェラチオ 6 激レア美少女10名（9月26日、S級素人）

- 推しは推せるときに推せ アイドルでオワコン化してしまった生意気なギャルメスガキに凶悪チ○ポで現実を教えてやった!! るるちゃ。（1月23日、グローリークエスト）
- 俺のカノジョが友達を家に連れてきた。 ～全部ひとりじめ～ 深月めい るるちゃ。（1月23日、無垢）
- 美人妻ナンパ ラブホで生中出し 4時間overワンチャン不倫245分（1月26日、h.m.p）
- 超長い舌でベロ舐めご奉仕6P大乱交SEX【めちゃ優しいアニ声 & 低身長140cm台レイヤー】 飲酒ガチ酔いでドスケベ何でもOK【参加者全員パイパン中出し＆顔射ぶっかけ】& SNS応募童貞とHOWTO喪失セックス… 他3本立てSP（2月27日、全日本カメコ協同組合/妄想族）

### アダルトVR

#### 有栖るる 名義
- 小悪魔生徒が超大胆 挑発パンチラ誘惑 至近距離でデレデレが止まらない高密着SEX（1月11日、kawaii*）
- 美少女メイドに好きなだけ中出しできる 会員限定 貸切メイド喫茶（1月18日、宇宙企画）
- 新感覚!飛びきりカワイイネコミミ少女に大量中出し! 飼いネコ編（2月17日、宇宙企画）
- 地下アイドル ラブホ密会VR（3月15日、変態紳士倶楽部）
- 美少女メイドと夢のハーレムプレイ 新人メイド初めてのご奉仕編（3月27日、4K VR）
- 顔騎天国（4月27日、KMPVR）
- 男優歴28年 経験人数10,000人 大島丈が教えるセックスで本当に大事なこと 10（5月10日、KMPVR-bibi-）
- 可愛すぎるJ●たちがオナニーサポート&JOI!!（5月24日、KMPVR）
- べろを見続けるVR 2（5月24日、KMPVR）
- 家庭内妹調教 馬鹿にされ続けた妹を両親に隠れて俺の欲望のままに調教し俺専用言いなりド変態種付け肉便器にした調教日記（5月24日、unfinished）
- 盗撮痴漢VR 仲間と一緒に電車で隠し撮りしていたら制服女子が痴漢魔に襲われているのを目撃!女子2人が目で助けを求めていたので助けてあげたら、ヒーロー扱いされてラッキースケベ4Pできた!（5月24日、変態紳士倶楽部）
- One Roomマンションで一人暮らしを始めたボク。壁が薄いのか、毎晩毎晩隣の部屋のカップルの夜の営みが激しすぎて眠れない…。手紙で抗議したら、次の日彼女さんが一人で謝りに来た。しかも意外な事に真面目そうでおとなしい美人。夜の喘ぎ声とのギャップにフル勃起。（6月3日、KMPVR-bibi-）
- シィ〜ッ!! 誰かに聞こえちゃったらどうするのっ（6月7日、ワープエンタテインメント）
- セクハラ面接、3日間。犯され就活生の実態。内定が欲し過ぎる就活生をセクハラしまくれ!!合格をチラつかせ、最後はどっぷり中出し採用!!（6月14日、KMPVR-bibi-）
- 妹2人が上京してきて僕の家に泊まりにきた。超可愛い小悪魔妹2人がち●ぽを奪い合う川の字サンドイッチハーレム逆3P!!（6月20日、KMPVR）
- 盗撮痴漢VR OL編 仲間と一緒に電車で隠し撮りしていたら通勤女子が痴●魔に襲われているのを目撃! OL2人が目で助けを求めていたので助けてあげたら、ヒーロー扱いされてラッキースケベ4Pできた!（6月20日、変態紳士倶楽部）
- うたた寝メイドにエッチないたずら! ボクのことを好き過ぎるご奉仕メイドとのなんともうらやましい日常。（6月27日、CRYSTAL VR）
- クンニVR 2（6月27日、KMPVR）
- 〜猫の恩返し〜 愛猫のるるにゃんが人間の姿でご主人様にHな恩返しだにゃん♡（6月29日、こあらVR）
- 淫口VR（7月1日、KMPVR）
- 女子校生ディルドオナニーVR（7月4日、KMPVR）
- 超接近フェラチオVR（7月5日、CASANOVA）
- 愛娘達と一緒のお風呂中にわいせつVR（7月11日、SODクリエイト）
- 働くオンナのTバック直視VR（7月15日、SODクリエイト）
- 「ぬけがけしちゃダメだよ!」 純情そうに見える二人の義妹は実はエッチ大好きなヤリマンだったみたいでボクの取り合いに!親の再婚で突然、ボクに清純でメチャメチャ可愛い義妹が二人もできた!しかも何が良かったのかはわからないけどボクのことが…（7月16日、Hunter）
- 唾飲みVR －最終章・究極唾－（7月29日、SODクリエイト）
- パンツ上オナニー 〜もう我慢出来ないよ…Hなお汁が止まらないの…〜（8月4日、KMPVR）
- ウブな姪っ子をボクだけの肉便器にするために変態調教してみた!（9月11日、マックス・エー）
- 人気AV女優 自己紹介VR（9月19日、SODクリエイト）
- トイレがない世界で、女子校のトイレになれるVR 〜部活編〜（9月26日、SODクリエイト）
- 夜這いイカセVR 無垢で無邪気な美少女たちを裏切り寝ている隙にツルぷにま○こを激イカセ!（10月3日、SODクリエイト）
- 目の前に広がる美アナル大図鑑 第二弾 ―シワまで丸見え恥じらいヒクヒク美尻アナルVRー（10月4日、こあらVR）
- 挑発淫語で舐めまくるVR（10月9日、MAX-A）
- 貞操観念が逆転した女子校の担任になれるVR（10月14日、SODクリエイト）
- イジメ…ダメ絶対! 必ず守ってあげるからな!安心しろ! でも、代わりに…SEXさせてくれ（10月19日、ブイワンVR）
- THE R●PE 〜妹が目の前で弄ばれてしまう極悪非道な史上最悪の展開〜（10月25日、CASANOVA）
- こどもバンパイアVR ハロウィンコスプレしたお隣に住む女の子は1000年生きる本物吸血鬼だった!?棺桶の中で血と精を搾りとられるッ!（10月28日、SODクリエイト）
- 女子○生中出しレイプVR（11月27日、TMA）

- VR淫語挑発!敏感乳首責め!焦らし寸止め オナホ射精コントロール（1月31日、TMA）
- 日焼け姪っ子姉妹VR（1月31日、TMA）
- ヤンデレ彼女 嫉妬嫉妬嫉妬でチョー大変!「他の女と親しくしないで。ぐすんっ…」（3月27日、ブイワンVR）
- 【飲尿JOI×ロッカーの中】 密室空間で部活女子のつるつるパイパンから飛びだす汗・唾・マン汁交じりのおしっこを浴びながら飲める!（4月2日、SODクリエイト）
- ドMな彼女がパンツを見せて恥じらいながらおねだりしてきた（4月30日、SODクリエイト）
- 5年ぶりに故郷に帰省した僕は幼馴染二人とだべりながら久々に川の字で就寝…のはずが シンクロ率が半端ない最強コンビネーション夜這いプレイに瞬殺 甘酸っぱい三角関係VR（5月7日、kawaii*）
- 久しぶりに再会した健気な娘を肉便器化! ベロキス/クンニ/フェラ/精子ごっくんを調教! 処女マ○コにチ○ポぶち込み自分勝手に猛烈ピストン!大量中出し!（5月8日、V&R PRODUCE）
- 天才的に可愛い義妹とセックスだけに没頭し続けた天国のような2日間（5月31日、KMPVR）
- 「お兄ちゃん大好きだよ!」 ニーハイ穿いた制服姿の妹が無防備を装い見せつける絶対領域にフル勃起! ベロキス/耳舐め/ニーハイ脚コキ/濃厚フェラ! 生チ○ポ挿入すると相性良すぎて膝をガクガクさせながら何度もイキ乱れまさかの中出し懇願!（6月1日、V&R PRODUCE）
- 噂のヤリマンサークルのぶっ飛んだ合コンに初参加! 明らかにセックス目当てな女子大生ギャルの欲求解消に使われたド痴女中出し大乱交VR 令和式合コン!全員素人! パリピを超えてもうセックス中毒者!!（6月15日、ワンズファクトリー）
- 目を醒ますと異世界で…美女の部屋の「姿見」になっていた…（6月25日、CRYSTAL VR）
- 顔面愛撫VR 私…顔が性感帯なんです…（7月7日、KMPVR）
- 女体化×媚薬VR（7月17日、KMPVR）
- 唾液垂れ流しVR 〜SEX後に余韻に浸りながら快楽を求めオーガズムに達する女性達〜（7月19日、KMPVR）
- 黒パンスト顔騎VR（8月27日、KMPVR）
- 軟禁美少女がM字開脚で小便ぶっかけ!!（10月13日、WOW!）

#### るるちゃ。名義
- ノーブラ胸チラ見せで僕を誘惑してくる妹（10月27日、TMA）※オムニバス作品
- HYPER LEDでアゲアゲSEX! VR史上最ルーメン(光量)! ピッカピカ空間でギャルとアッツアツイチャラブSEX!!（12月10日、kira☆kira）

- 恋心激しく揺さぶる新人学園オナクラ嬢との理性メロメロ性交 るるちゃ。（2月18日、KMPVR-bibi-）
- 顔距離25cm! 吐息が掛かる悪魔的距離! ～全てが超至近距離で展開!「君のイク顔、私に見せてよ♪」他の人にバレるかもしれない、ドキドキと見つめてくる視線でムラムラして、パンパンな僕のチ○ポが最高潮にイジられまくる!（3月28日、SODクリエイト）※オムニバス作品
- そんなにジッと見つめられたら…好きになってしまう。朝、目を覚ますとそこはボクに尽くしてきた後輩の家。何も覚えていない、カラダも動かせない。後輩の純粋な瞳にボクはただセックスすることしか出来なかった。 るるちゃ。（3月31日、KMPVR-彩-）
- 絶対に乳首をお留守にしないW美少女逆3P! J○に常に乳首を責めてもらえる唾飲み顔舐めSEXでキスしながら強制中出し 佐藤ののか るるちゃ。(4月11日、SODクリエイト）
- ハメられ撮りVR 2 ミニスカビッチJ○に辱められながらイカされまくるM男歓喜逆3P 南乃そら るるちゃ。（7月11日、SODクリエイト）
- ボクのセフレはみんなキス大好き! 1度のエッチ で唇がふやけるほどイ チャイチャキスをしまくる日替わり7人キス 総合計751回 SEX （美女、巨乳、ロリ、 お姉さん、若 妻 etc. ）! キス好きには堪らない1週間ヌケる コスパ最強 VR（11月21日、SODクリエイト）

- 本番無しのデリヘル呼んだら【やる気無し・ワガママ】の塩対応だったので媚薬を仕込んで早漏ま○こ覚醒! 【潮吹き & 痙攣絶頂連発】のガンギマリ淫乱オナホ化したので肉欲のままに【淫手コキ・口内射精・中出し4発・顔射】俺専用キメパコ中出しオナホール  るるちゃ。（3月18日、こあらVR）
- 【本物J○専門店! 時間無制限! 発射無制限!】 声もルックスも激カワで甘えたがりの妹系J○が一生懸命ご奉仕! 【即尺・スク水洗体・ルーズ足コキ!】 見た目とは裏腹の凄テクとグチョ濡れ早漏マ○コでザーメン搾取! 【手コキ射精・口内発射・中出し3発】ゴムNG 中出しOK 超高級ソープ るるちゃ。（4月21日、こあらVR）
- 会員制浴室付高級クラブ 【 横浜 鳴春（メイシュン） 】 ～お酒の後は濃厚二輪車 & 杭打ち騎乗位はいかがでしょうか?～ 倉多まお るるちゃ。（4月24日、SODクリエイト）
- ‘歌○伎でP活’ SNSで見つけた金欠Z世代女子『ランちゃん』『ルルちゃん』 「背徳3Pマジ興奮!」‘大人2’でSEXするもNNしたくて‘プラ1’追加して膣奥で気持ちよく発射した僕!（4月27日、SODクリエイト）
- 手袋に包まれて射精する快感。【手袋フェチ手コキ特化VR】14人完全撮りおろし（5月1日、こあらVR）
- メガネ・サングラス擬人化 顔騎VR 倉多まお  るるちゃ。（5月4日、SODクリエイト）

### アダルト配信
- 素人ホイホイ×MBM 可愛すぎて死ぬ… 天使降臨 3 撮り下ろし3名（6月18日、MBM）※「るーたん」名義、オムニバス作品
- マジ軟派、初撮。 1663 るか 20歳 美容学生 THE・陽キャGALを渋谷でナンパ! ほろ酔いになると恥ずかしい話も赤裸々に語ってくれるノリの良さに付け込んで…終わる頃には満面の笑みで顔射を受け入れるエロ娘にキュンです♪（7月17日、ナンパTV）※「るか」名義
- ギャルすたグラム #024 今すぐヌける汗だく痙攣メガえっちギャルるーちゃん (23) 夏はやっぱり中出しギャル 汗だく痙攣ド絶頂3P 本能剥き出し本気イキ どパイパン 今すぐヌけるメガえっちギャル大大大降臨!! 湘南の海が震える程の大痙攣無限ループ!! こんなにえっちでよかですか? パイパン×水着ギャル=即射精確定!!! P.S.ギャルすたでこの夏最後の思い出を作ってみませんか?（8月27日、はめちゃん。）※「るーちゃん」名義
- なまハメT☆kTok Report.25 るるちゃ 22歳 真性どMガールズバー店員 【絶対服従ドMの極み】街中でプリ尻丸出しの鬼露出GAL! 実は恥ずかしがり屋…男に命令されると何でも聞いちゃう変態ドMちゃん! 兎に角イジメられたい[首絞め×尻叩き×目隠し×イラマチオ]何でもアリの超過激プレイ連発！中出し3回戦!!! The Ultimate Pink Masochist（8月29日、プレステージプレミアム）
- いいなりMさん ～Please Panty～ NO.1 まな(仮) 年齢 (ナイショ) 美容師 Hey! Please! Panty! 街中でローター入れるはパンツ脱がすわの超ドMイジり! 1杯ひっかけSEX準備完了! 既にパイパンマ○コは感度ビンビン! ぴくぴく痙攣大量潮吹き! 舌ピが気持ち良すぎる限界喉奥イラマ!「ち○ち○入れて下さい」おねだり従順ドM! 「ぎもぢいぃぃ」バックで首絞め膣圧最圧!! スリムで綺麗な体を貪りつくし中出し上等! 緊縛上等の激イキSEX!（10月24日、SUKEKIYO）
- いちゃはこっ! 永遠の美少女るるちゃ。& 超絶正統派美人水川スミレ（10月28日、SUKESUKE）
- 募集ちゃん ～求む。一般素人女性～ るるちゃ 22歳 コンカフェ店員（11月9日、ARA）
- イ●スタやりたガール。【クリパで爆イキGAL】イ●スタにエロい自撮りを載せる、パリピなギャルをSNSナンパ!! 飛び出す3Dドスケベ乳首とむちむち桃尻とぷりぷりDカップ乳房に興奮必至!! 浮かれたクリスマスパーティでリミッター解除してひたすら絶頂を繰り返すキツマン即イキGALの痴態がエロ過ぎ!!! ジュリア・ショットガン 22歳 週7パリピNEET（12月22日、Jackson）※「ジュリア・ショットガン」名義
- 【配信専用】制服J○中出し個撮 るるちゃ。 金髪ギャル、パイパンエッチ（12月25日、クリスタル映像）

- しろうとハメ撮り＃るる＃21歳＃コンカフェ店員 ヘソピ&舌ピがえちえちな金髪GALと生ハメイチャラブSEX♡（1月12日、MOON FORCE）※「るる」名義
- 【金髪ドスケベ尻GAL】×【おじさんキラーなドS責め】積極的顔騎で責めまくり! イキまくり!! 小さなお口でデカチンを楽しそうにペロペロ! Hな舌ピが気持ちいトコに超当たるッ! おじウケ抜群の小悪魔ド淫乱マ●コをブーツ姿のままハメまくるッ!! 極寒の中呑んでる女は皆んなド変態ッ! 今すぐヤリにいけッッッ!!：朝までハシゴ酒 92 in 池袋周辺 ルル 24歳 ガールズバー店員（2月25日、プレステージプレミアム）
- あびすみにょん（3月23日、素人ホイホイpower）
- 【配信専用】ギャル痴女射精管理! 『まだイクなよ? 雑魚チ●ポ!!』 #3（3月31日、ふぇちぽいんと）
- ありすみにょん（6月1日、素人ホイホイpower）
- むちむち色白ボディのパパ活女子のリアルな3P性交（6月15日、イケイケお姉さん）
- M98ちゃん & R98ちゃん（7月1日、蜃気楼）
- るるちゃ（8月5日、ゲリラ）
- るるちゃん（8月24日、武装カノジョ）
- Луша (るーしゃ)（9月7日、武装カノジョ）

- るる (spay177)（1月4日、素人ペイペイ）
- るるちゃん (oreco229)（1月14日、俺の素人-Z-）
- るるちゃん（1月16日、ピクチン）
- るるる 【チョロくな～る】 るるちゃ（1月20日、BOTAN）
- るるる（2月21日、パコッター）
- るるる 2（2月21日、パコッター）
- Rさん (spay229)（5月2日、素人ペイペイ ）
- るる (oreco301)（5月2日、俺の素人-Z-）
- るり（5月5日、ハメドリネットワークSecondEdition）
- 留美（11月3日、ION イイ女を寝取りたい）
- るるちゃ（12月30日、ぎがdeれいん）

### イメージDVD
- Ruru メルヘン協奏曲（2019年1月10日、REbecca）※「有栖るる」名義
- 美少女ハァーハァーさわっても良いよ（2019年4月26日、スパイスビジュアル）※「ありす」名義
- 未熟な蕾（2020年1月31日、スパイスビジュアル）※「松田優香」名義

## 書籍

### デジタル写真集
るるちゃ。名義
- 突撃! お宅訪問! 〜イマドキ女子の性事情調査〜（2021年10月7日、ぽかぽか）
- 集団連続ぶっかけ意識朦朧汗だくSEX 金髪ギャルに鉄板の洗礼!（2021年11月12日、TEPPAN）
- RURUCHA. ヘアヌード版（2021年11月26日、プレステージ出版、撮影：渡辺凌）※ヘアヌード版は特典映像付き。
- RURUCHA. グラビア版（2021年11月26日、プレステージ出版、撮影：渡辺凌）
- なまハメT★kTok VOL.023 @るるちゃ（2022年2月25日、プレステージ出版）
- るるちゃコス 1 水色うさぎ 着せ替え人形じゃないもん。るるちゃだもん。（2022年3月23日、QH映像）
- るるちゃコス 2 白黒チャイナ 着せ替え人形じゃないもん。るるちゃだもん。（2022年3月23日、QH映像）
- るるちゃコス 3 赤ドレス 着せ替え人形じゃないもん。るるちゃだもん。（2022年3月23日、QH映像）
- DokkiriQueen るるちゃ。（2023年10月14日、シーガル）

## 出演

### ライブ
- MilGene Premium Live 4（2018年9月1日、初台DOORS）
- 楽演祭 vol.6 ハロウィンSP（2018年10月31日、池袋LiveinnROSA）[12]

### ネット番組
- トイズハートプレゼンツ「ハートの部屋（仮）」 第41回（2018年10月9日、ニコニコ生放送）[13]